# Бубельня
Бубельня (до 2016 року - Жовтневе) — село в Україні, у Монастирищенській міській громаді Уманського району Черкаської області. Розташоване за 14 км на північний захід від міста Монастирище та за 6,5 км від станції Монастирище. Населення становить 332 особи.

## Історія
З'явилося село на колишній монастирській землі в 1923 році під іншою назвою — «Хвиля Жовтня». Утворили його бідняцькі родини, які вирішили об'єднатися у комуну. Ініціатором і засновником комуни став Захар Малиновський — житель Коритні, який ще до Першої світової війни парубком виїхав до Америки у пошуках щастя.
Поштовх для організації комуни дала державна позика в 20 тисяч карбованців. В 1926 році тут збудували стайню, поставили в ній 20 коней. В наступному — майстерню та стельмашню. 1928 рік став переломним: збудували корівник на 60 голів, розвели племінних високоудійних корів, придбали перший трактор «Фордзон» (за його кермо сів Ливон Поліщук), молотарку, трієр для очищення зерна, вперше угноїли землю. На пасіці стояло більше 30 вуликів. В цьому ж році вперше продали 2000 пудів зерна, з'явилися прибутки. До цього все зароблене практично з'їдали самі та худоба.
Репресії 1937–1938 років не поминули і комунарів. Звідси один за одним забрали 19 осіб. Більшість з них розстріляли 10 листопада 1937 року як членів «контрреволюционной повстанческой организации». І в першу чергу розстріляли засновника комуни Захара Йосиповича Малиновського.
Німецько-радянська війна для хвилян розпочалася з мобілізації чоловіків, угону худоби на схід та бомбардувань станції Монастирище. За війну забрали 120 чоловік.
Радянські окупаційні війська повернули село під контроль 10 березня 1944 року.
Жовтневим поселення називається з 1992 року.
В центрі села — скульптурна група, що зображує радянського воїна на повний зріст та жінку, яка стоїть поряд, обнявши воїна рукою. Є тут також дві могили Невідомому солдату. У 2002 році при виконанні патрульних обов'язків загинув у м. Одесі сержант МВС Іван Олександрович Франчук. В серпні цього ж року йому встановлено пам'ятник.
Серед пам'яток археології збереглися сліди двох курганів скіфської або ямної культур.
За переписом 2001 року, у Жовтневому зафіксовано 168 дворів, у яких проживає 371 осіб.
У рамках декомунізації, у 2016 році було перейменовано у Бубельню.

## Галерея

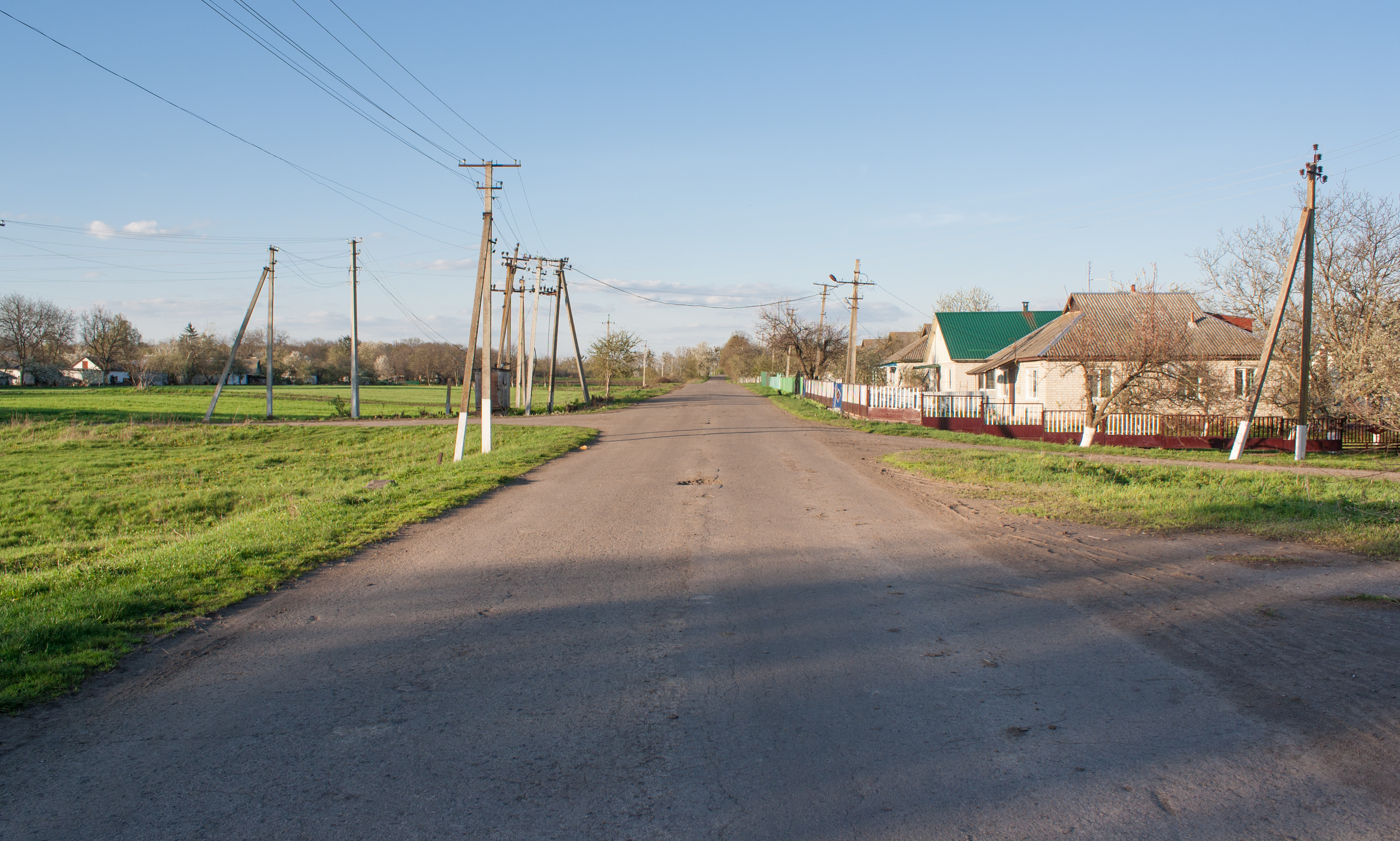
Вулиця Молодіжна
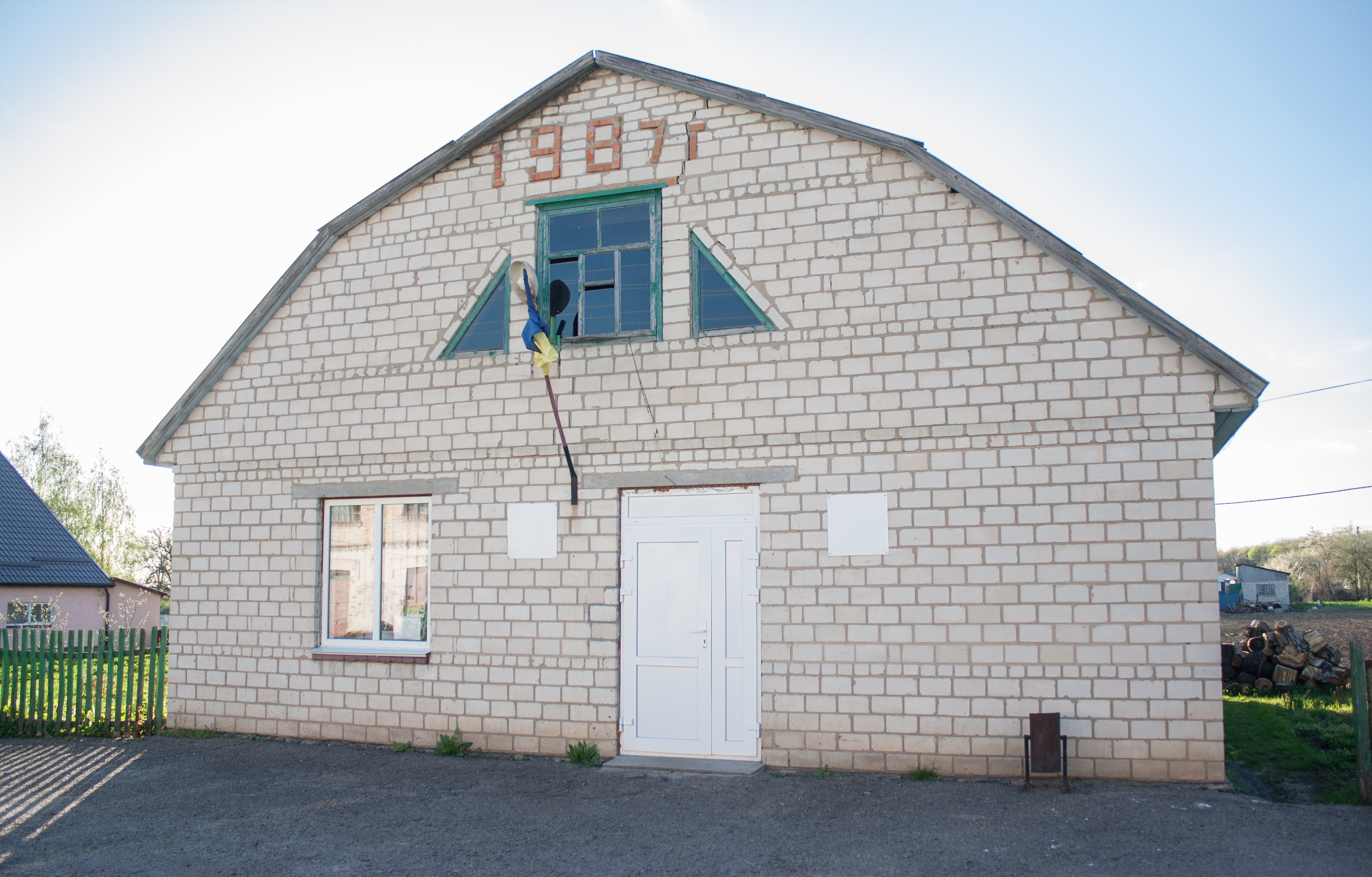
Сільська рада і фельдшерський пункт
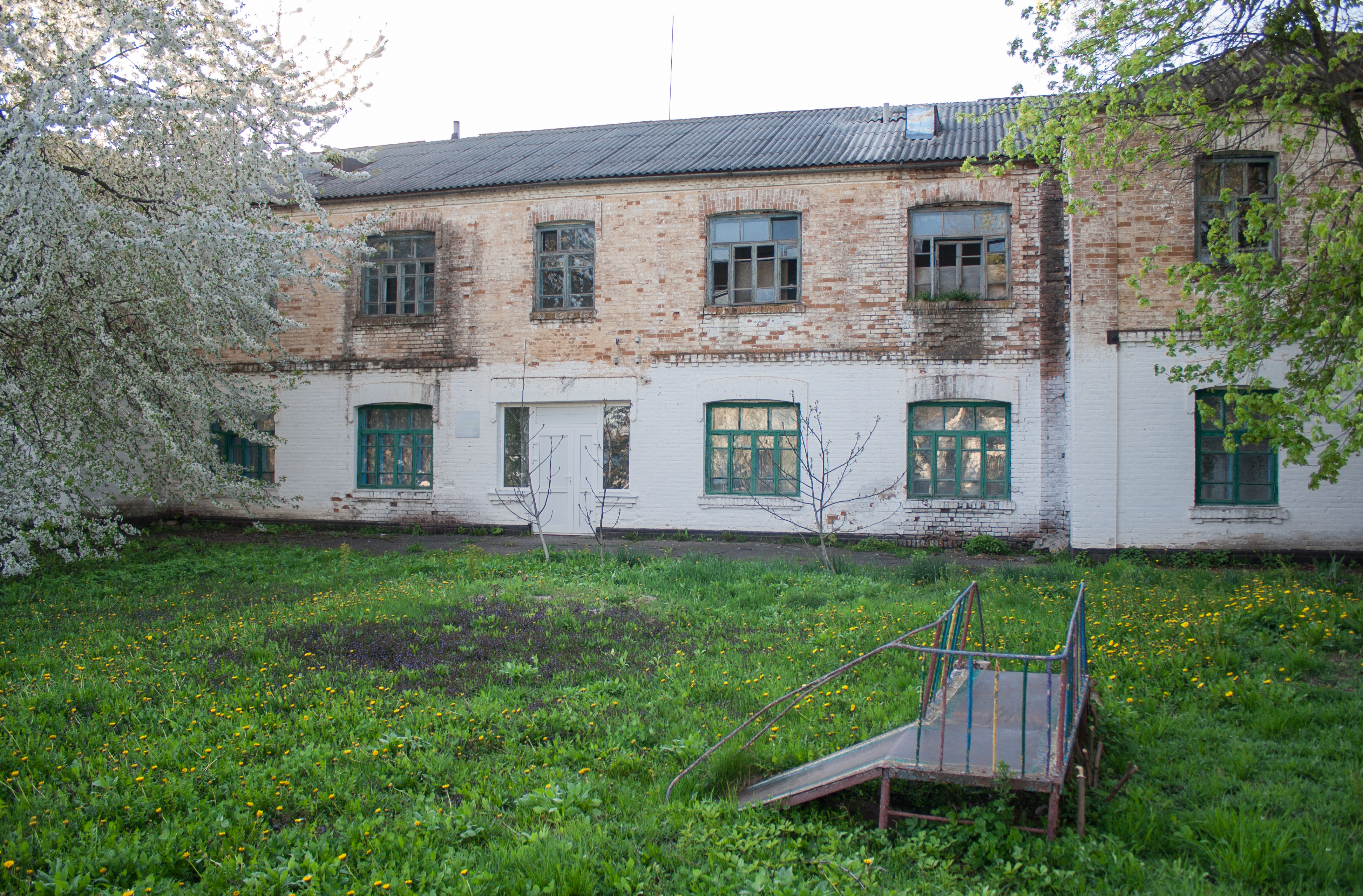
Дитсадок
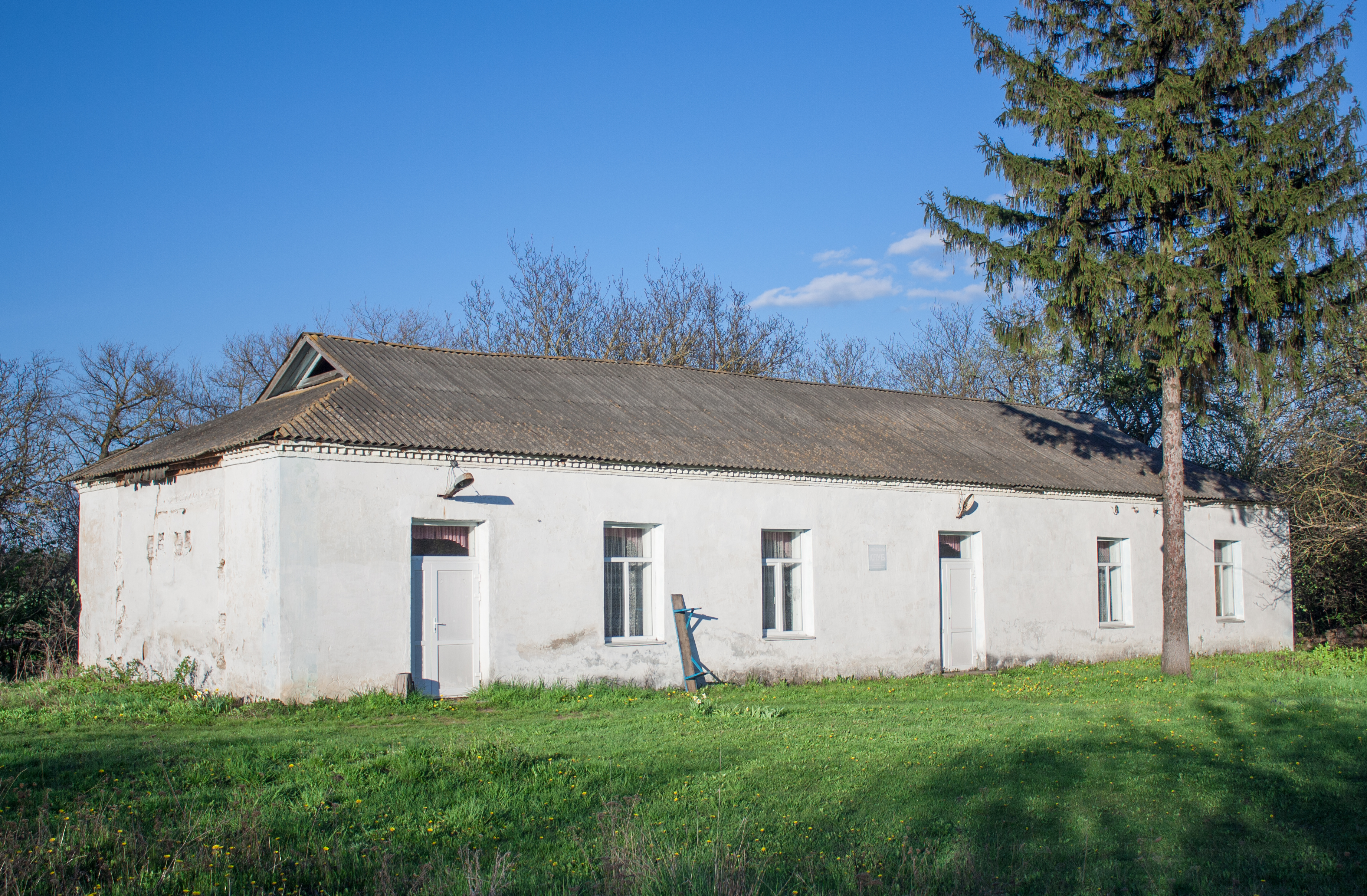
Клуб
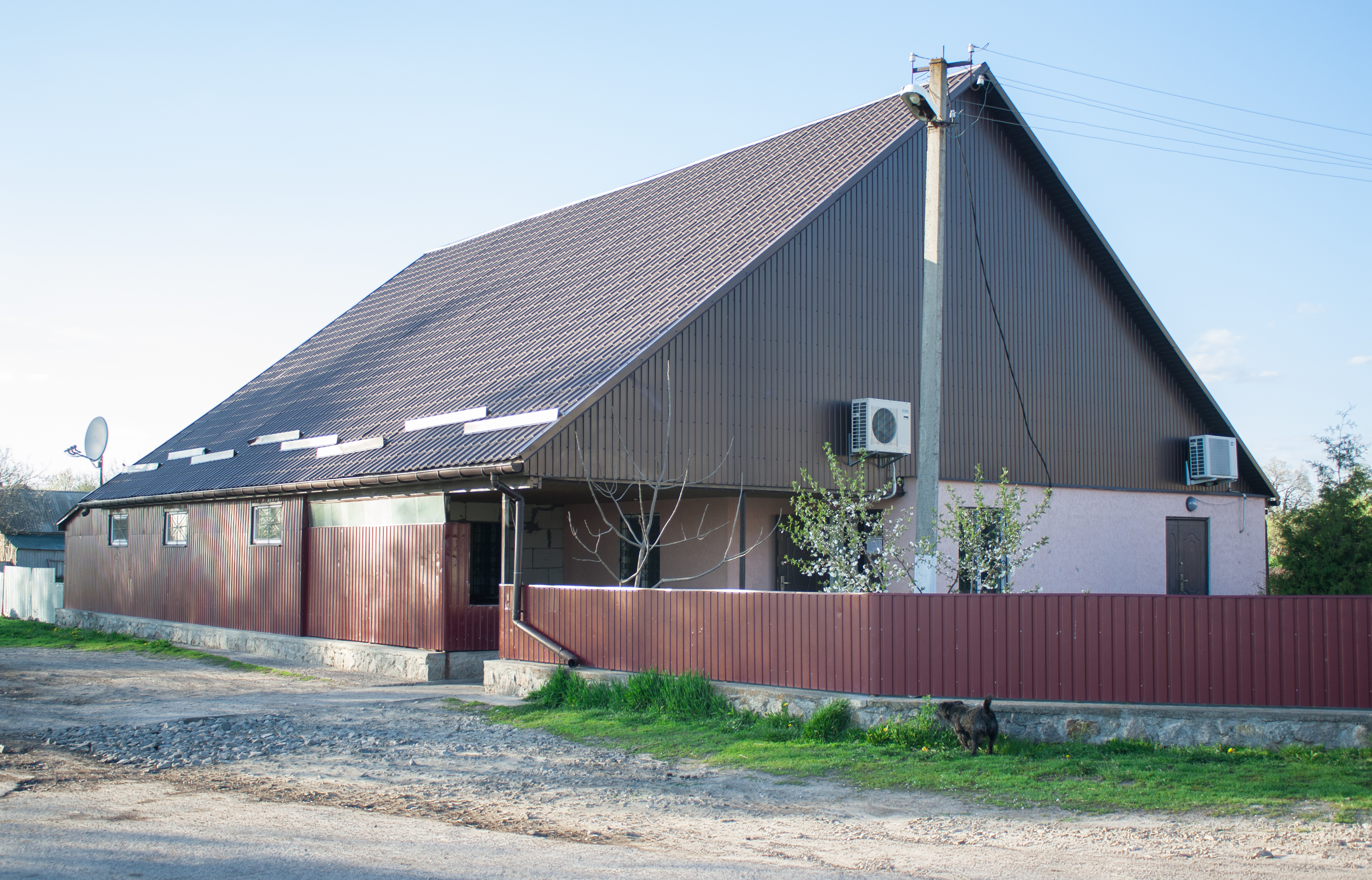
Магазин
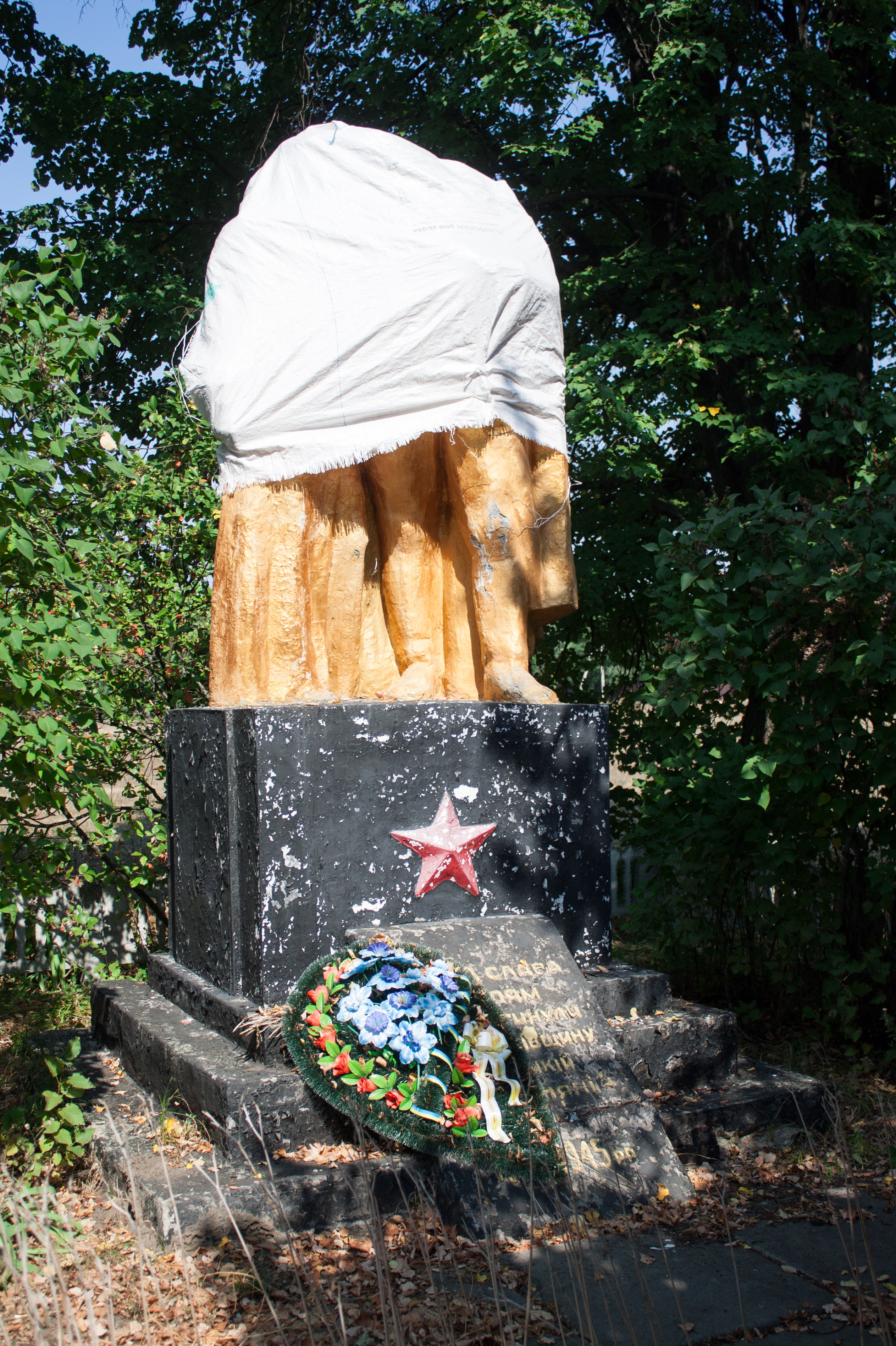
Пам'ятник воїнам-односельцям
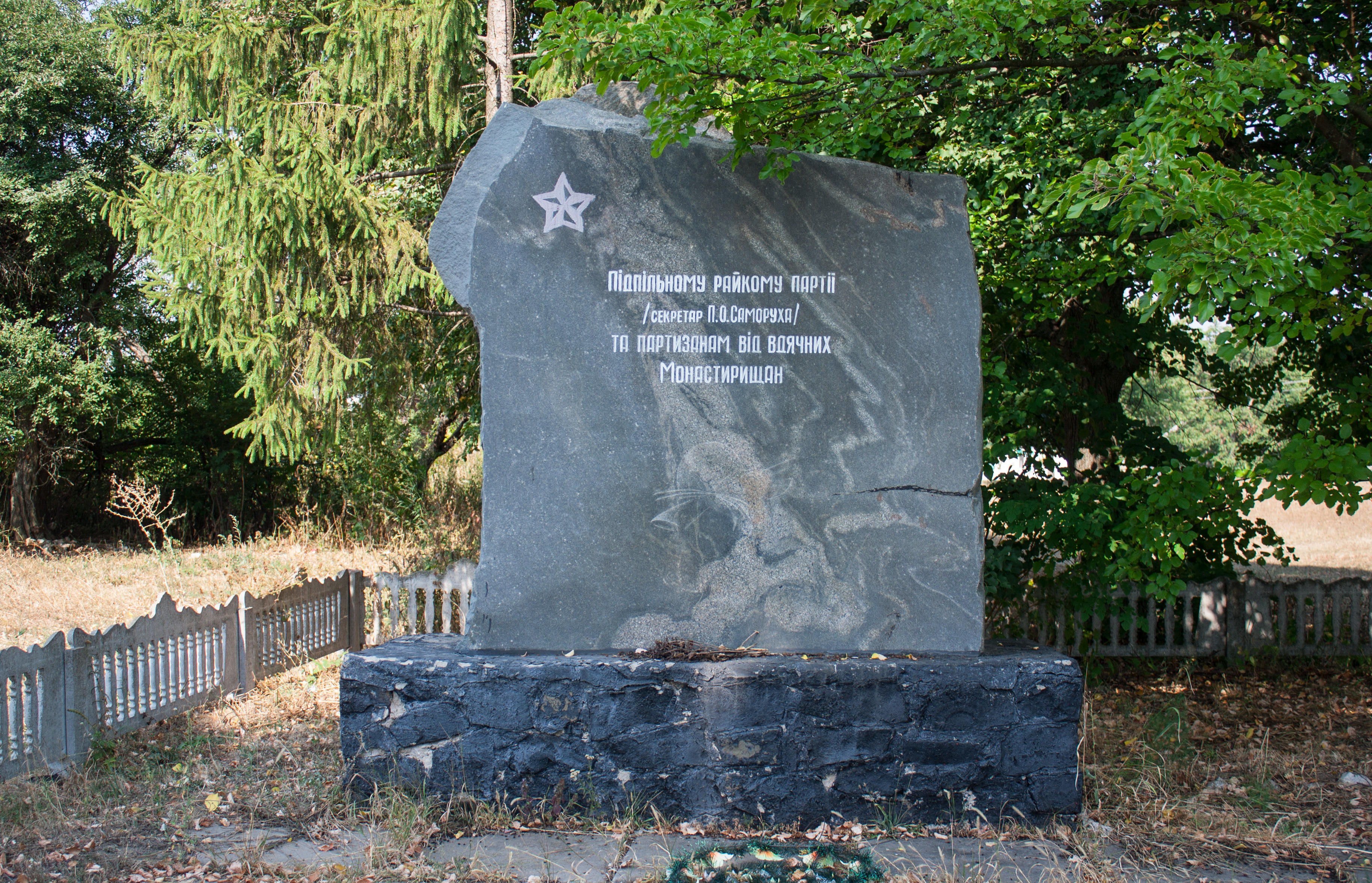
Пам'ятний знак на честь партизан та підпільників району